# Hulodes hilaris
Hulodes hilaris là một loài bướm đêm trong họ Erebidae.